# Vorey
Vorey, tudi Vorey-sur-Arzon, je naselje in občina v jugovzhodnem francoskem departmaju Haute-Loire regije Auvergne. Leta 2012 je naselje imelo 1.434 prebivalcev.

## Geografija
Kraj leži v pokrajini Velay (Languedoc) ob reki Loari in njenem levem pritoku Arzon, 23 km severno od Le Puy-en-Velaya.

## Uprava
Vorey je nekdanji sedež istoimenskega kantona, od marca 2015 vključenega v kanton Emblavez-et-Meygal s sedežem v Saint-Julien-Chapteuilu.

## Zanimivosti
- mostova na reki Loari pont du Chambon, pont de Changeac;